# Hancockia ryrca
Hancockia ryrca is een slakkensoort uit de familie van de Hancockiidae. De wetenschappelijke naam van de soort is voor het eerst geldig gepubliceerd in 1957 door Er. Marcus.